# Psychologisch-technischer Assistent
Psychologisch-technischer Assistent ist ein in den 1970er Jahren entstandener  Gesundheitsfachberuf in Deutschland, der sich in Anlehnung an den Medizinisch-technischen Assistenten herausgebildet hat. Er wird wie der Pharmazeutisch-technische Assistent mit PTA oder zur besseren Unterscheidung mit PsTA abgekürzt.

## Tätigkeitsfelder
In den Angaben der Bundesagentur für Arbeit findet sich die vorläufige Definition: „Psychologisch-technische Assistenten und Assistentinnen unterstützen Psychologen und Psychologinnen bei der Durchführung ihrer wissenschaftlichen und praktischen Aufgaben“. Als Beschäftigungsfelder werden psychotherapeutische Praxen, Kliniken und Einrichtungen des Sozialwesens (z. B. Altenpflege-, Erziehungsheime, soziale Beratungsstellen) genannt sowie die Mitarbeit in der Forschung oder bei der Qualitätssicherung. Konkret kann es um die organisatorische Führung der Praxis bei einem Psychologen gehen, um den Empfang der Patienten/Klienten, die Annahme von Telefonaten, die Assistenz bei der Durchführung von Tests, die Führung von Akten sowie die Erhebung und Organisation von Daten. Da der PTA oft für Patienten/Klienten eine erste Ansprechperson ist, ist es ein Beruf, in dem organisatorisches Können, freundliche Umgangsformen und zwischenmenschliche Einfühlung gefragt sind. PTAs unterliegen in der Regel einer Schweigepflicht. Im Bereich der Forschung kann das Tätigkeitsfeld Unterstützung bei empirischen Untersuchungen, die Betreuung von Probanden und Literaturrecherchen umfassen.

## Ausbildung
Im Unterschied zum Ausbildungsberuf des Medizinisch-technischen Assistenten handelt es sich um ein Berufsbild, für das man sich durch eine Weiterbildung qualifiziert, die in der Regel zwei- bis zweieinhalb Jahre dauert. Sie ist in der Regel berufsbegleitend organisiert und schließt mit einem Zertifikat ab. Das Berufsbild ist noch relativ offen. Durch die Weiterbildungsform und die vielfältigen Tätigkeitsfelder können sich auch Menschen mit einem nicht abgeschlossenen Studium oder Quereinsteiger auf diesem Wege eine anerkannte berufliche Tätigkeit aufbauen. In der kritischen Auseinandersetzung mit der neuen Studienstruktur Bachelor/Master für Psychologen taucht das Tätigkeitsfeld der psychologisch-technischen Assistenz auch für Psychologen mit Bachelorabschluss auf. In Informationen zum Bachelorstudium Psychologie heißt es: „Das Bachelor Studium qualifiziert Dich für psychologische Assistenz- und Routinetätigkeiten unter der Leitung von höher qualifizierten Psychologen mit Master- oder Diplom-Abschluss.“